# Coryphantha cornifera
Coryphantha cornifera (укр. Коріфанта рогоносна, Коріфанта корніфера) — сукулентна рослина з роду коріфанта (Coryphantha) родини кактусових (Cactaceae).

## Історія

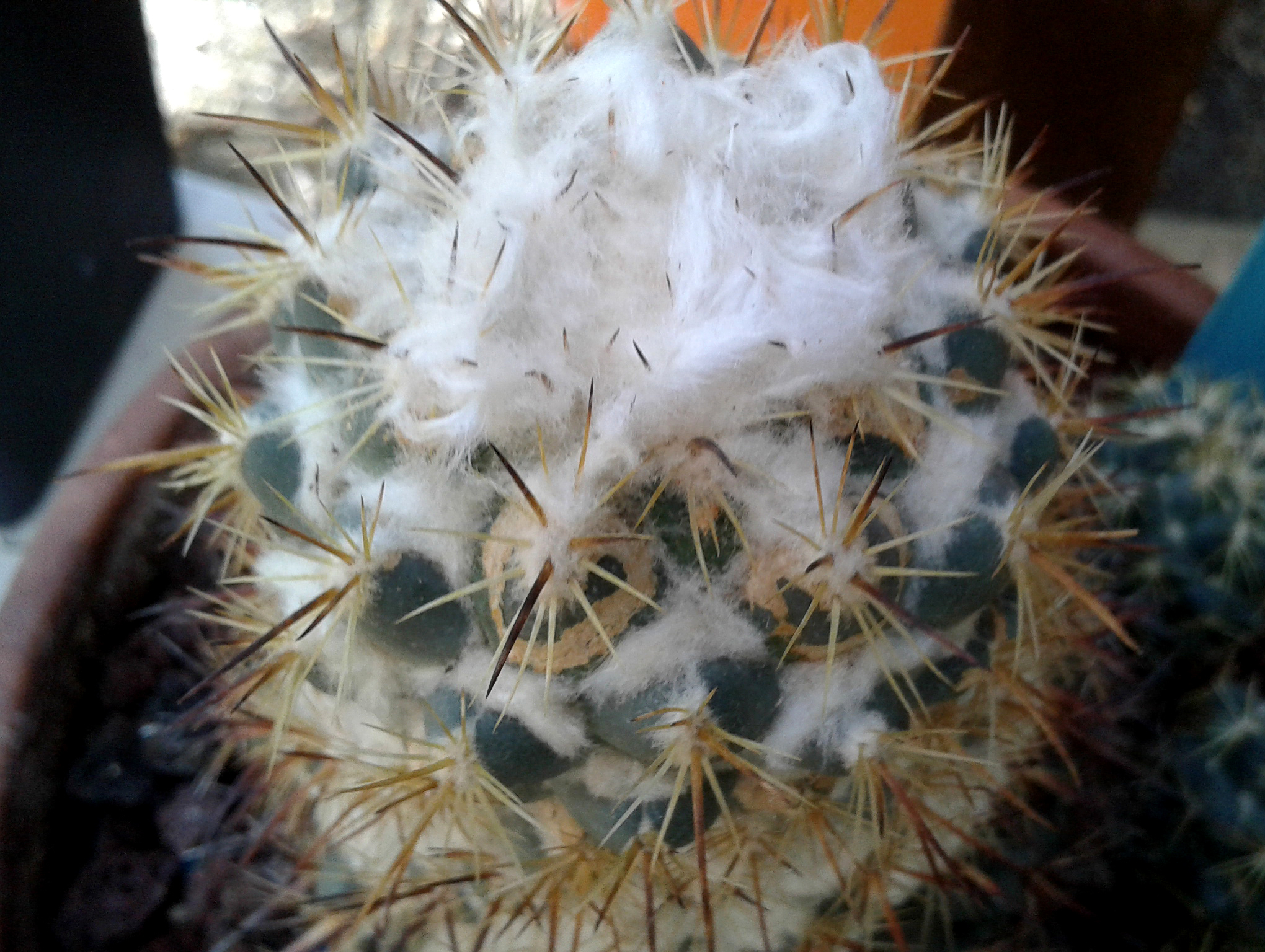
Молода Coryphantha cornifera в кімнатній культурі

Вид вперше описаний як Mammillaria cornifera швейцарським ботаніком Огюстеном Пірамом Декандолєм (фр. Augustin Pyrame de Candolle, 1778—1841) у 1828 році у виданні фр. «Mémoires du Muséum d'Histoire Naturelle». Через 40 років, у 1868 французький ботанік Шарль Антуан Лемер (фр. Charles Antoine Lemaire, 1800—1871) відніс цей таксон до роду Coryphantha.

## Етимологія
Видова назва походить від лат. cornus — «ріг» і лат. fer, fera, ferum — «носіння» і вказує на гачкуваті центральні колючки.

## Ареал і екологія
Coryphantha cornifera є ендемічною рослиною Мексики. Ареал розташований у штатах Гуанахуато, Ідальго, Халіско, Керетаро, Сан-Луїс-Потосі, Сакатекас. Рослини зростають на висоті від 1800 до 2300 метрів над рівнем моря у вапняковому гравії на низьких пагорбах та рівнинах у ксерофільному чагарнику та на луках. Рослини, як правило, одиночні.

## Морфологічний опис
| Орган              | Опис |
| ------------------ | --- |
| Тіло               | |
| Коріння            | волокнисте або напівстрижневе. |
| Стебло             | світле, сіро-зелене, кулясте до подовженого, 9-12 см заввишки, від 5-7 і до 15 см в діаметрі, частіше одиночне, не дає бічних пагонів. |
| Епідерміс          | |
| Верхівка           | |
| Ареоли             | біло-шерстисті, еліптичні, 3 мм завдовжки, 2,5 мм завширшки.                                                                           |
| Аксили             | білі, спочатку вкриті вовною, потім голі.                                                                                              |
| Соски              | конусоподібні, масивні, часто ромбічні, спрямовані вгору, 1,5-2,5 см завдовжки, розташовані спірально послідовно по 5 і 8.             |
| Центральні колючки | 0—1, сильні, рогоподібні, коричнево-чорні, більш жорсткі, вигнуті вниз, близько 1,5 см завдовжки, вгорі чорнуваті, внизу коричневі.    |
| Радіальні колючки  | 6—9 світло-жовті (або восково-жовті), іноді з темними кінцями, тонкі, розчепірені.                                                     |
| Квіти              | лимонно-жовті, близько 6 см завдовжки і 4-7 см в діаметрі.                                                                             |
| Бутони             | |
| Зовнішні пелюстки  | |
| Внутрішні пелюстки | |
| Тичинки            | рожево-червоні, вгорі жовтуваті. |
| Рильця             | |
| Маточка            | |
| Плоди              | зелені, соковиті з прикріпленими залишками квітів, 20-25 мм завдовжки, 10 мм завширшки.                                                |
| Насіння            | |

## Чисельність, охоронний статус та заходи по збереженню

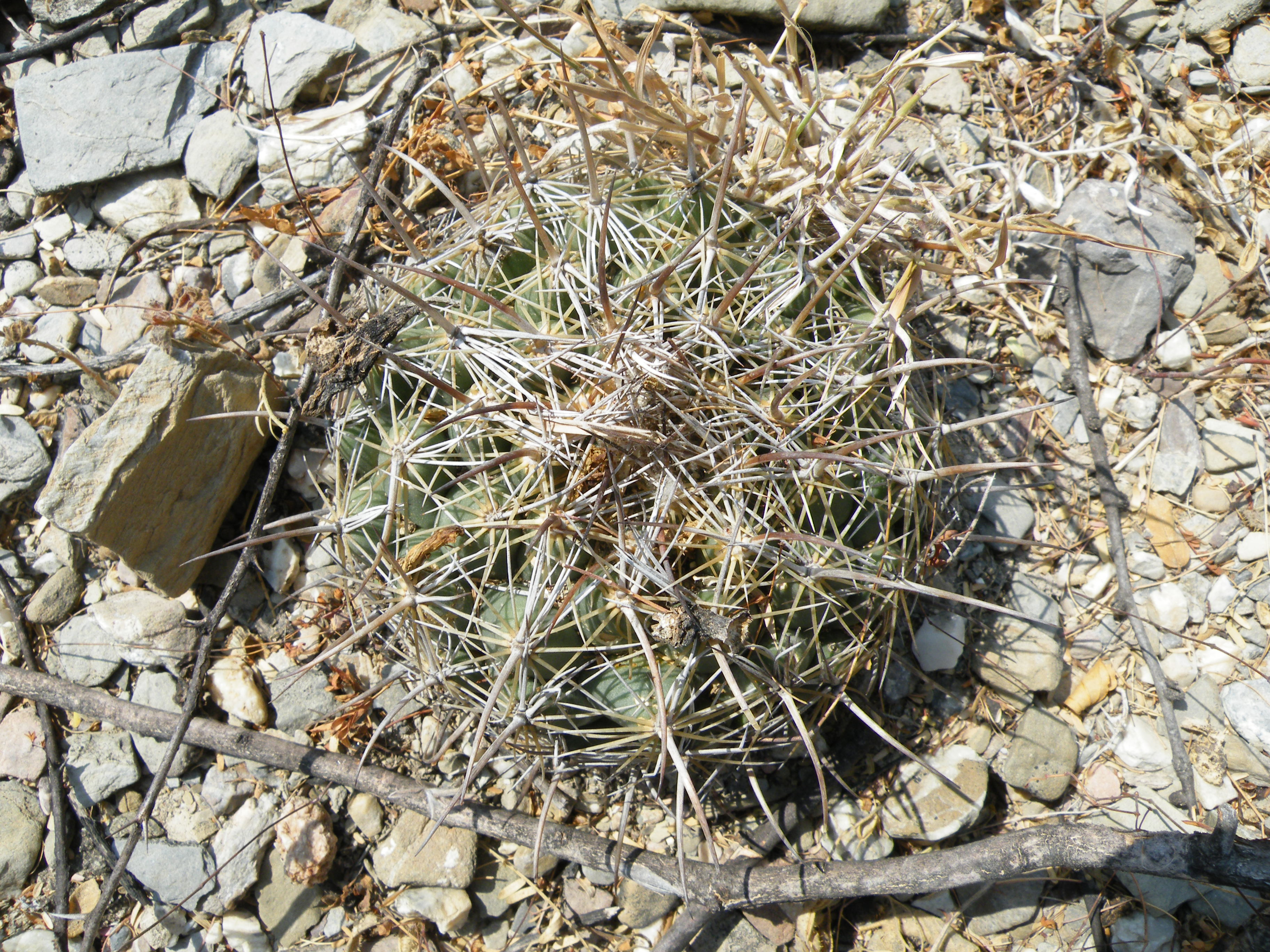
Coryphantha cornifera у природному середовищі, штат Керетаро

Coryphantha cornifera входить до Червоного списку Міжнародного союзу охорони природи видів, з найменшим ризиком (LC).
Хоча цей вид має порівняно обмежений ареал, він рясний і зустрічається у багатьох природоохоронних територіях. Поточна тенденція чисельності популяції стабільна.
Деякі субпопуляції Coryphantha cornifera зменшуються через випас кіз та худоби, а також через розширення сільського господарства, але загалом ці фактори не спричиняють значного зниження чисельності рослин.
Зустрічається в декількох заповідних зонах у всьому його ареалі, наприклад, біосферному заповіднику Сьєрра-Горда у штатах Керетаро та Гуанахуато.
Охороняється Конвенцією про міжнародну торгівлю видами дикої фауни і флори, що перебувають під загрозою зникнення (CITES).

## Використання та торгівля
Хоча цей вид можна вирощувати у спеціалізованих колекціях, він не є широко популярним як декоративний.